# 서부주 (솔로몬 제도)

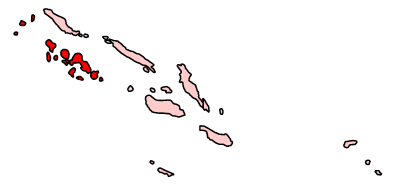

서부주(Western Province)는 솔로몬 제도 북서부에 위치한 주로, 뉴조지아 제도(뉴조지아섬과 콜롬방가라섬, 렌도바섬 등)를 포함한다. 주도는 기조이며 면적은 5,475km2, 인구는 62,739명(1999년 기준)이다.